# Julius Caesar (film, 1953)
A Julius Caesar Shakespeare azonos című színműve alapján készült 1953-as amerikai filmdráma, történelmi film Joseph L. Mankiewicz rendezésében. A főszerepben Marlon Brando, James Mason és John Gielgud. A produkciót öt Oscar-díjra jelölték, amiből elnyerte a legjobb látványtervnek járó szobrocskát. Brando és Gielgud BAFTA-díjat nyertek alakításukkal.

## Cselekmény
Kr. e. 44-ben Julius Caesar (Louis Calhern) hatalmának magaslatán áll Rómában. A senatus már elismerte élete végéig tartó dictatorságát, azonban akadnak páran, akik ezt ellenzik, mint Cassius (John Gielgud) vagy Casca (Edmond O’Brien). A köztársaságot megmentendő, összeesküvést forralnak, és megölni készülik Caesart. Terveikbe Caesar fogadott fiát, Brutust (James Mason) is próbálják bevonni.
Március idusának előéjszakáján Brutus álmatlanul forgolódik az ágyában. Heves zivatar tombol kint, és nem tud elaludni. Nyugtalanítja az összeesküvés, nem tudja, hogyan viszonyuljon hozzá. Felesége, Portia (Deborah Kerr) észreveszi Brutus idegességét, és próbálja belőle kihúzni a probléma forrását. Caesar feleségét, Calpurniát (Greer Garson) saját álma zaklatja fel, ezért megkéri Caesart, hogy ne hagyja el aznap otthonát. Caesart egy jövendőmondó is figyelmezteti, és bár a férfi hajlik rá, hogy engedelmeskedjen, de Cassius és Brutus egy senatusi gyűlésre hívja őt el. Útjára elkíséri Marcus Antonius (Marlon Brando), aki végül nem lép be a Capitoliumba.
Caesart körbeveszik a senatorok, és először Casca szúrja hátba egy tőrrel, a többi összeesküvő pedig követi a példáját. Az utolsó döfést Brutustól kapja meg.
Caesar halála futótűzként terjed el. A római lakosok a Capitoliumhoz sietnek, ahol még mindig ott vannak a senatorok. A senatus a néphez fordul, és elárulja, miért vetemedett összeesküvésre. Marcus Antonius ragadja magához a szót, a senatorok pedig hagyják szóhoz jutni abban a hitben, hogy egy oldalon állnak. Marcus Antonius azonban a népet a senatus ellen hangolja. Hadseregével Cassius, Brutus és követői ellen fordul, és legyőzi őket Filippinél.

## Szereplők
| Színész            | Szerep            | Magyar hangja             | Magyar hangja          | Magyar hangja |
| Színész            | Szerep            | 1. magyar változat (1961) | 2. magyar változat (?) |               |
| ------------------ | ----------------- | ------------------------- | ---------------------- | ------------- |
| Marlon Brando      | Marcus Antonius   | Bodrogi Gyula             | Széles Tamás           |               |
| James Mason        | Brutus            | Kálmán György             | Kőszegi Ákos           |               |
| John Gielgud       | Cassius           | Ungváry László            | Tarján Péter           |               |
| Louis Calhern      | Julius Caesar     | Bessenyei Ferenc          | Barbinek Péter         |               |
| Edmond O’Brien     | Casca             | Kállai Ferenc             | Sörös Sándor           |               |
| Greer Garson       | Calpurnia         | Bánki Zsuzsa              | Juhász Judit           |               |
| Deborah Kerr       | Portia            | Váradi Hédi               | Pálfi Kata             |               |
| George Macready    | Marullus          | Zách János                | Szokolay Ottó          |               |
| Michael Pate       | Flavius           | Prókai István             | Megyeri János          |               |
| Richard Hale       | jövendőmondó      | Kőmíves Sándor            | n.a                    |               |
| Alan Napier        | Cicero            | Szénási Ernő              | Garai Róbert           |               |
| John Hoyt          | Decimus Brutus    | Raksányi Gellért          | Varga Tamás            |               |
| Tom Powers         | Metellus Cimber   | Horváth Jenő              | Pálfai Péter           |               |
| William Cottrell   | Cinna             | Bitskey Tibor             | Koncz István           |               |
| Jack Raine         | Trebonius         | Hindi Sándor              | n.a                    |               |
| Ian Wolfe          | Ligarius          | Kemény László             | Uri István             |               |
| Morgan Farley      | Artemidorus       | Egri István               | Kárpáti Levente        |               |
| William Phipps     | Antonius szolgája | Sinkó László              | n.a                    |               |
| Douglass Watson    | Caesar Octavius   | Ifj. Kőmíves Sándor       | Welker Gábor           |               |
| Douglass Dumbrille | Lepidus           | Gera Zoltán               | Garai Róbert           |               |
| Rhys Williams      | Lucilius          | Sármássy Miklós           | Csuha Lajos            |               |
| Michael Ansara     | Pindarus          | Láng József               | Sótonyi Gábor          |               |
| Dayton Lummis      | Messala           | Deák Sándor               | n.a                    |               |

## Fontosabb díjak és jelölések
| Díj       | Kategória                                               | Eredmény |
| --------- | ------------------------------------------------------- | -------- |
| BAFTA-díj | BAFTA-díj a legjobb filmnek                             | Jelölve  |
| BAFTA-díj | BAFTA-díj a legjobb férfi főszereplőnek (John Gielgud)  | Elnyerte |
| BAFTA-díj | BAFTA-díj a legjobb férfi főszereplőnek (Marlon Brando) | Elnyerte |
| Oscar-díj | Oscar-díj a legjobb filmnek                             | Jelölve  |
| Oscar-díj | Oscar-díj a legjobb férfi főszereplőnek (Marlon Brando) | Jelölve  |
| Oscar-díj | Oscar-díj a legjobb operatőrnek                         | Jelölve  |
| Oscar-díj | Oscar-díj a legjobb eredeti filmzenének                 | Jelölve  |
| Oscar-díj | Oscar-díj a legjobb látványtervezésért                  | Elnyerte |